# New York Knicks 1987-1988
La stagione 1987-88 dei New York Knicks fu la 39ª nella NBA per la franchigia.
I New York Knicks arrivarono secondi nella Atlantic Division della Eastern Conference con un record di 38-44. Nei play-off persero al primo turno con i Boston Celtics (3-1).

## Roster
| N° | Naz.                   | Ruolo | Sportivo         | Anno | Alt. | Peso |
| -- | ---------------------- | ----- | ---------------- | ---- | ---- | ---- |
| 1  | Stati Uniti (bandiera) | G     | Billy Donovan    | 1965 | 180  | 78   |
| 2  | Stati Uniti (bandiera) | G     | Rory Sparrow     | 1958 | 188  | 79   |
| 3  | Stati Uniti (bandiera) | G     | Rick Carlisle    | 1959 | 196  | 95   |
| 4  | Stati Uniti (bandiera) | GA    | Johnny Newman    | 1963 | 201  | 86   |
| 6  | Stati Uniti (bandiera) | G     | Trent Tucker     | 1959 | 196  | 88   |
| 7  | Stati Uniti (bandiera) | G     | Gerald Henderson | 1956 | 188  | 79   |
| 11 | Stati Uniti (bandiera) | G     | Sedric Toney     | 1962 | 188  | 81   |
| 11 | Stati Uniti (bandiera) | G     | Tony White       | 1965 | 188  | 77   |
| 13 | Stati Uniti (bandiera) | G     | Mark Jackson     | 1965 | 185  | 82   |
| 14 | Stati Uniti (bandiera) | A     | Chris McNealy    | 1961 | 201  | 95   |
| 18 | Stati Uniti (bandiera) | A     | Ray Tolbert      | 1958 | 206  | 102  |
| 20 | Stati Uniti (bandiera) | A     | Carey Scurry     | 1962 | 201  | 85   |
| 21 | Stati Uniti (bandiera) | GA    | Gerald Wilkins   | 1963 | 198  | 84   |
| 23 | Stati Uniti (bandiera) | AC    | Bob Thornton     | 1962 | 208  | 102  |
| 25 | Stati Uniti (bandiera) | C     | Bill Cartwright  | 1957 | 216  | 111  |
| 33 | Stati Uniti (bandiera) | C     | Patrick Ewing    | 1962 | 213  | 109  |
| 34 | Stati Uniti (bandiera) | A     | Kenny Walker     | 1964 | 203  | 95   |
| 42 | Stati Uniti (bandiera) | AC    | Pat Cummings     | 1956 | 206  | 104  |
| 44 | Stati Uniti (bandiera) | AC    | Sidney Green     | 1961 | 206  | 100  |
| 55 | Stati Uniti (bandiera) | A     | Louis Orr        | 1958 | 203  | 79   |

## Staff tecnico
- Allenatore: Rick Pitino
- Vice-allenatori: Stu Jackson, Brendan Malone, Jim O'Brien, Ralph Willard